# Putoniessa taradalensis
Putoniessa taradalensis är en insektsart som beskrevs av Evans 1966. Putoniessa taradalensis ingår i släktet Putoniessa och familjen dvärgstritar. Inga underarter finns listade i Catalogue of Life.